# أوزآلب
أوزآلب (بالتركية: Özalp)‏ هي بلدة ومُديريَّة تقع في ولاية وان بتركيا. تصل مساحتها إلى 1430 كم²، وترتفع عن سطح البحر حوالي 1999 م.